# 1408 Trusanda
1408 Trusanda eller 1936 WF är en asteroid i huvudbältet, som upptäcktes 23 november 1936 av den tyske astronomen Karl Wilhelm Reinmuth i Heidelberg. Den har fått sitt namn efter Trude Hochgesand.
Asteroiden har en diameter på ungefär 35 kilometer och den tillhör asteroidgruppen Eos.